# Hongunta, Chitapur
Hongunta là một làng thuộc tehsil Chitapur, huyện Gulbarga, bang Karnataka, Ấn Độ.